# 青年耶穌聖殿

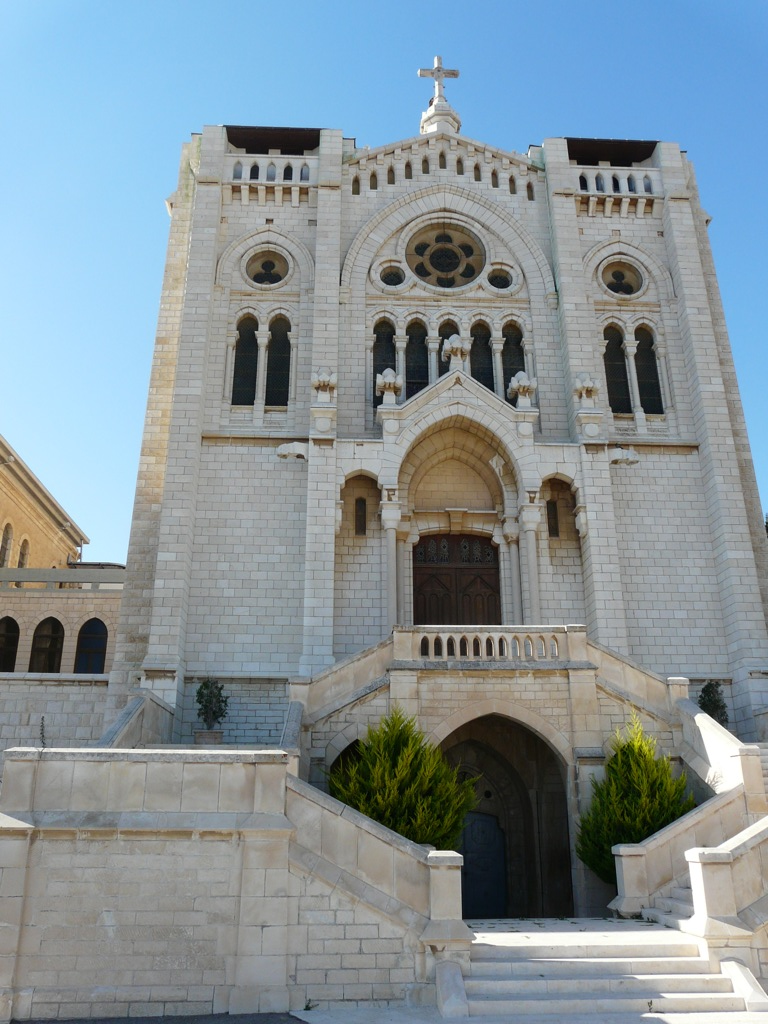
青年耶穌聖殿

青年耶穌聖殿（希伯來語：‎）是以色列城市拿撒勒的一座羅馬天主教的教堂，屬於慈幼會。這座教堂是一座哥特式建築，修建於1906年至1923年期間。在教堂可一覽拿撒勒市全景。